# Metaplatybunus carneluttii
Metaplatybunus carneluttii is een hooiwagen uit de familie echte hooiwagens (Phalangiidae).